# 大阪府のご当地ソング一覧
大阪府のご当地ソング一覧（おおさかふのごとうちソングいちらん）では、日本の大阪府に関連するご当地ソングの一覧を掲載する。
「大阪市歌」を始め、大阪府下の市町村が制定している公的な市町村歌については大阪府の市町村歌一覧を参照。

## 浪花
- 「浪花小唄」二村定一・藤本二三吉
- 「浪花いろは節」関ジャニ∞
- 「浪花恋しぐれ」都はるみ&岡千秋
- 「浪花しぐれ桂春団治」京山幸枝若
- 「浪花そだち」神野美伽
- 「浪花夜景」渥美二郎
- 「NANIWA」ET-KING
- 「夫婦みち」オーロラ・輝子（河合美智子）
- 「Hey Hey おおきに毎度あり」SMAP
- 浪花・西成・通天閣
  - 「俺は浪花の漫才師」横山やすし
- 浪花・道頓堀・通天閣・心斎橋・御堂筋
  - 「浪花酔虎伝」冠二郎
- 「ええじゃないか」ジャニーズWEST
- 「浪速一等賞」ジャニーズWEST、関西ジャニーズJr.
- 「粉モン」ジャニーズWEST
- 「ズンドコパラダイス」　ジャニーズWEST
- 絶唱!なにわで生まれた少女たち　たこやきレインボー
- なにわのはにわ　たこやきレインボー

## 大阪全般
- 『おーさか☆愛・EYE・哀』ジャニーズWEST
- 「大阪UP」SHINGO☆西成
- 「大阪 美味いねん」モーニング娘。
- 「大阪うまいもんの歌」アメリカ民謡「ゆかいな牧場」（Old MacDonald Had a Farm）の替え歌
- 「大阪ええとこ」イーデス・ハンソン
- 「大阪エレジー」レツゴー三匹
- 「大阪音頭」藤本二三吉
- 「おおさか音頭」坂本スミ子
- 「大阪女のブルース」藤圭子
- 「大阪かっぽれ」藤本二三吉
- 「大阪化粧」三門忠司
- 「大阪 恋の歌」モーニング娘。
- 「大阪恋みれん」青木愛
- 「大阪ビギン」坂本ひろし
- 「大阪ビッグリバーブルース」憂歌団
- 「大阪ロンリネス」田中あいみ
- 「大阪恋物語」やしきたかじん
- 「大阪行進曲」井上起久子、他
- 「大阪すずめ」永井みゆき
- 「大阪ストラット」ウルフルズ
- 「大阪SOUL」コブクロ
- 「大阪で生まれた男」間寛平
- 「大阪で生まれた女」BORO、萩原健一、大上留利子
- 「大阪テ・キエロ〜あなたゆえに〜」香西かおり
- 「大阪ナイト」相川進路
- 「大阪ナイト・クラブ」三門志郎 & 玉城百合子
- 「大阪のおんな」石川さゆり
- 「大阪の街」BOOGIE MAN
- 「大阪の夜」西田佐知子
- 「大阪ブルース」青江三奈
- 「大阪ヘヴィーレイン」和田アキ子
- 「大阪無情」三門忠司
- 「大阪ものがたり」角川博
- 「大阪野郎」フランク永井
- 「大阪レイニーブルース」関ジャニ∞
- 「大阪ロマネスク」関ジャニ∞
- 「大阪BROKEN HEART」円広志
- 「大阪LOVER」DREAMS COME TRUE
- 「OSAKA LADY BLUES 〜大阪レディ・ブルース〜」桑田佳祐
- 「OSAKA」紙ふうせん
- 「Osaka Loop Line」Discovery
- 「Osaka Muraiya」Sonu Niigaam & Rageshwari（インド映画『One 2 Ka 4』劇中歌）
- 「おやすみ大阪」ファンキー・プリンス
- 「さっさか大阪」大阪放送児童合唱団
- 「スウィート・ホーム大阪」桑名正博&ファニー・カンパニー
- 「好きやねん、大阪。」関ジャニ∞
- 「大大阪祭」ミス・コロムビア
- 「DISCOニューオオサカ」大西ユカリと新世界
- 「ふたり大阪」松浦亜弥
- 「ボクたち大阪の子どもやでェ!」西岡たかし
- 「ホテルOSAKA」小林千絵
- 「マイ大阪」 作曲 キダタロー
- 「みんなのまち　みんなのまち大阪」坂本スミ子
- 「あなたと同じ空の下」DREAMS COME TRUE
- 「あんた」やしきたかじん
- 「いじめやんといて」トミーズ雅
- 「Eventually」Cyndi Lauper
- 「韻波句徒（インパクト）」CHEHON
- 「お好み焼ファンキーソウル」Soul Powers
- 「おつかれさん」BEGIN
- 「お前が好きやねん」門田頼命
- 「面影の都」氷川きよし
- 「買物ブギ」笠置シヅ子
- 「悲しい色やね」上田正樹
- 「こいさんのラブ・コール」フランク永井
- 「幸福のねじ」人間椅子
- 「小鳥が来る街」島倉千代子
- 「好っきやねん」ミス花子
- 「絶好調!!」BAKI
- 「せんせ ほんまにほんま」大阪すみよし少年少女合唱団
- 「その時の空」やしきたかじん
- 「SO.YA.NA」（EAST END×YURI「DA.YO.NE」のパロディソング）WEST END×YUKI（from O.P.D.）
- 「TAKOYAKI in my heart」関ジャニ∞
- 「たのしかしまし大阪～おいでやす～」たこやきレインボー
- 「チューリップのアップリケ」岡林信康
- 「泣いて盛り場大阪編」横山やすし
- 「パズル」関ジャニ∞
- 「踏みだおれ」韻踏合組合 & SHINGO☆西成
- 「Hold a Candle to This」Pretenders
- 「澪つくし」大園博子
- 「やっぱ好きやねん」やしきたかじん
- 「よりそい草」石原詢子

## 大阪市

### 複数の場所
- 梅田・北新地・法善寺・淀屋橋・難波橋・高麗橋・桜橋・御堂筋・道頓堀
  - 「大阪でもまれた男」THE BOOM
- 心斎橋・戎橋・船場・大坂城・梅田・天六・千日前・道頓堀・御堂筋・中之島
  - 「大阪ブギウギ」笠置シヅ子、「大阪ロンリネス」田中あいみ
- 北新地・お初天神（露天神社）・桜橋・戎橋・水掛け不動（法善寺）
  - 「大阪ものがたり」角川博
- 御堂筋・道頓堀・戎橋・法善寺横丁
  - 「大阪ラプソディー」海原千里・万里、中澤ゆうこ、W、上沼恵美子、「大阪ロンリネス」田中あいみ
- 御堂筋・心斎橋・難波・戎橋
  - 「大阪ロマネスク」関ジャニ∞
- 御堂筋・道頓堀
  - 「大阪エレジー」シャ乱Q
- 御堂筋・法善寺・北新地
  - 「大阪ごころ」大月みやこ
- 御堂筋・淀川
  - 「御堂筋PLANET」矢井田瞳
- 曽根崎・大淀川
  - 「放されて」ニック・ニューサー
- 曽根崎・道頓堀・梅田・法善寺・御堂筋・淀屋橋
  - 「好きやねん」河合美智子 & 生瀬勝久
- 北新地・御堂筋・戎橋
  - 「ちょっと待って大阪」はやせひと
- 北新地・淀川
  - 「大阪暮色」桂銀淑
- 北新地・堂島・曽根崎
  - 「大阪しぐれ」都はるみ
- 北新地・御堂筋・淀屋橋
  - 「ふたりの大阪」都はるみ & 宮崎雅
- 北新地・道頓堀・梅田・京橋・宗右衛門町
  - 「大阪おばけ」浅田あつこ
- 淀屋橋・新世界
  - 「しあわせ大阪」猫夜叉
- 淀屋橋・法善寺・北新地
  - 「大阪つばめ」石川さゆり
- 戎橋・道具屋筋・松屋町・船場・千日前・桜の宮・道頓堀
  - 「買い物にでも行きまへんか」上田正樹とサウストゥサウス
- 天王寺区夕陽丘町・法善寺
  - 「大阪ぐらし」フランク永井
- 堂島・道頓堀・曽根崎
  - 「大阪ろまん」フランク永井
- 道頓堀・淀川・中之島
  - 「ラブイン大阪」並木順
- 道頓堀・周防町通り・南港・梅田・御堂筋
  - 「大阪の女」島谷ひとみ
- 新大阪駅・万博記念公園・御堂筋・通天閣
  - 「大阪LOVER」DREAMS COME TRUE
- 宗右衛門町・天満橋・中之島
  - 「大阪の夜」美川憲一
- 恵比寿・住吉
  - 「泣かんとこ」美川憲一

### 24区
- 中央区
  - 心斎橋
    - 「心斎橋」三條正人
    - 「心斎橋に星が降る」大上留利子
    - 「心ブラお嬢さん」美空ひばり
    - 「心ブラブラリはエゝヤナイカ」島倉千代子 & 北原謙二
    - 「若い二人の心斎橋」吉永小百合 & 三田明
    - 「天女の話」中島みゆき

  - 宗右衛門町
    - 「倖せくれる町」内海香織
    - 「宗右衛門町」丘みどり
    - 「宗右衛門町ブルース」平和勝次とダークホース

  - 道頓堀
    - 「雨の道頓堀」古都清乃
    - 「道頓堀行進曲」木田牧童 & 大阪松竹座管絃楽、筑波久仁子、内海一郎、松島詩子、二村定一 & 天野喜久代、川崎豊
    - 「道頓堀左岸」アイ・ジョージ
    - 「道頓堀情話」田端義夫
    - 「道頓堀人情」天童よしみ、他
    - 「道頓堀の柱時計」上田正樹
    - 「道頓堀の花売娘」岡晴夫
    - 「道頓堀の夜」神谷笑子
    - 「なつかしの道頓堀」上田正樹とサウストゥサウス
    - 「くいだおれの唄」デューク・エイセス
    - 「かに道楽の歌」デューク・エイセス

  - 法善寺横丁
    - 「お百度こいさん」和田弘とマヒナ・スターズ
    - 「女の法善寺」Wヤング
    - 「月の法善寺横町」藤島桓夫

  - 千日前
    - 「千日前行進曲」寺井金春
    - 「千日前行進曲」花園綾子（寺井金春とは同名異曲）
    - 「千日前ラプソディー」水木ケイ

  - 戎橋
    - 「戎ばし」上原敏
    - 「戎橋ブルース」美川憲一

  - 大阪城
    - 「あゝ大阪城」三橋美智也

  - 船場
    - 「船場ごころ」フランク永井
    - 「丼池人生」北島三郎
- 浪速区
  - 新世界
    - 「王将」村田英雄

  - 通天閣
    - 「通天閣の子守唄」大月みやこ
    - 「通天閣の灯」橋幸夫

  - 大国町駅
    - 「大阪にどつかれて」ET-KING
- 中央区・浪速区
  - 難波
    - 「NMB48」NMB48
    - 「なんでやねんアイドル」NMB48
- 西成区
  - あいりん地区　
    - 「釜ヶ崎人情」三音英次

  - 飛田　
    - 「飛田夢想曲」花園綾子
- 北区
  - 梅田
    - 「あたしきっと無限ルーパー」私立恵比寿中学
    - 「梅田ブルース」並木路子
    - 「大阪ジュエル」ジェロ

  - 梅田新道
    - 「梅新ブルース」藤田まこと

  - 北新地
    - 「あこがれの北新地」上田正樹と有山淳司
    - 「演歌みたいに捨てられて」松浦ゆみ
    - 「大阪の女」ザ・ピーナッツ
    - 「新地ワルツ」レツゴー三匹
    - 「新地ブルース」畠山みどり
    - 「新地の雨」藤圭子 with 桂三枝（現・六代文枝）

  - 阪急三番街
    - 「川の流れる街で」島田歌穂
    - 「愛の阪急三番街」鳳蘭 & 大原ますみ

  - 堂島
    - 「堂島」フランク永井

  - 曾根崎
    - 「恋の曽根崎」美空ひばり
    - 「曽根崎しぐれ」渡辺ひろ美
    - 「曽根崎心中」日本橋きみ栄
    - 「曽根崎そだち」三門忠司
    - 「曽根崎ブルース」美鈴愛子
    - 「新曽根崎心中」中島みゆき

  - 曾根崎川
    - 「曽根崎川」かわたり京子

  - 天満
    - 「天満エレジー」海原千里・万里

  - 天満橋
    - 「天満橋から」吉永小百合

  - 大阪天満宮
    - 「恋してOSAKA」尾形大作
    - 「天神祭どんどこの唄」田谷力三
    - 「天神祭りばやし」和田弘とマヒナスターズ & 田代美代子

  - 大阪市庁舎
    - 「みおつくしの鐘」岡本敦郎

  - 中津
    - 「中津川」大西ユカリと新世界

  - 中之島
    - 「中の島ブルース」 秋庭豊とアローナイツ、内山田洋とクール・ファイブ
- 淀川区
  - 十三
    - 「十三の夜」藤田まこと
    - 「じゆう!そう!フリーダム！」たこやきレインボー

  - 阪急宝塚線三国駅
    - 「三国駅」aiko
    - 「ツチヤ工務店の歌」横山ホットブラザーズ

  - 新大阪駅
    - 「新大阪」ゴスペラーズ
    - 「Go City GO」BEYOOOOONDS
- 城東区・都島区
  - 京橋駅
    - 「朝靄の京橋で乗り換え」中之島ゆき
    - 「京橋ワンシーン」笛田さおり
    - 「グランシャトーの歌」
- 天王寺区・阿倍野区
  - 天王寺駅
    - 「天王寺エレジー」ザ50回転ズ
- 天王寺区
  - 「天王寺想い出通り」大塚まさじ
  - 上六
    - 「上六ブルース」愛郷子
- 旭区
  - 旭区物語
  - 千林駅
    - 「千林商店街の歌」デューク・エイセス
- 港区
  - 天保山
    - 「涙の天保山」イカルス渡辺
- 住之江区
  - 大阪市消費者センター
    - 「トラブル・シューター」

### 鉄道路線
- 大阪市電
  - 「大阪市街電車唱歌」大和田建樹作詞
- Osaka Metro
  - 「大大阪地下鉄行進曲」徳山璉 & 小林千代子
  - 「大大阪地下鉄小唄」筆香
  - 「地底のランナー」芹洋子
- 大阪環状線
  - 「大阪環状線の唄」イコマ・マウンテン・ボーイズ
  - 「絶唱!なにわで生まれた少女たち」たこやきレインボー
- 京阪中之島線
  - 「はじまりは中之島」神農幸

### その他
- 御堂筋
  - 「雨の御堂筋」欧陽菲菲、南沙織、中澤ゆうこ、他
  - 「ありがとう御堂筋」唐渡吉則 with 桜井一枝/岡千秋
  - 「イエスタデイ御堂筋」さつき&DAISUKE BAND
  - 「銀杏並木」デューク・エイセス
  - 「梅田からナンバまで」上田正樹とサウストゥサウス
  - 「恋する御堂筋」江本孟紀&入江マチ子
  - 「さそわれて大阪」道上洋三 & 唐川満知子
  - 「たそがれの御堂筋」坂本スミ子
  - 「タンゴ御堂筋」小林旭
  - 「二人の御堂筋」内山田洋とクール・ファイブ
  - 「御堂筋BLUE」松本孝弘
  - 「御堂筋PLANET」 矢井田瞳
  - 「御堂筋は午前二時」葉月
- FM802
  - 「Livin' In Osaka」PSYCHEDELIX（Char）
- 天神祭
  - 「花火」（aiko）
- 阪神高速5号湾岸線
  - 「Route 5 Bayshore Line」（GLAY）

## 北摂地方
- 豊中市
  - 「トヨナカ・シティー」 : チューインガム
    - 大阪国際空港
      - 「国際線待合室」青江三奈
      - 「大阪空港」里見しのぶ
- 高槻市
  - 明治製菓大阪工場
    - 「No.1」槇原敬之
- 吹田市
  - 「ここに千里の丘がある」佐良直美
  - 万博記念公園
    - 「世界の国からこんにちは」三波春夫・坂本九・吉永小百合・山本リンダ・叶修二・弘田三枝子・西郷輝彦・ボニー・ジャックス
    - 「万国博音頭」村田英雄
- 三島郡
  - 島本町
    - 「人類みな兄弟〜夜がくる」（作曲：小林亜星[1]）

## 河内地方
- 「河内音頭」
- 「河内おとこ節」中村美律子、大江裕
- 「河内カルメン」東ひかり
- 「河内酒」中村美律子
- 「河内のオッサンの唄」ミス花子
- 「河内の次郎長」三門忠司
- 「河内遊侠伝」津田耕次
  - 「夏の日の中」山根康広
- 野崎観音
  - 「野崎小唄」東海林太郎
- 萱島駅
  - 「ラブイン、萱島」並木順
- 守口市、寝屋川市、門真市、大東市、四條畷市
  - 京阪バス
    - 「タウンくるの歌」宮下賢一
- 東大阪市
  - 「Who says ええとこ!?」浅尾和範 布施の歌
    - 「東大阪めっちゃ元気な「まち」やねん」つんく♂とめっちゃ東大阪〜ず
- 瓢箪山駅
  - 「瓢箪山の駅員さん」THE ORAL CIGARETTES
- 喜志駅
  - 「喜志駅周辺なんもない」ヤバイTシャツ屋さん

## 泉州地方
- 「水茄子ブギ」谷本知美
- 国道26号
- 岸和田市
  - 「ケヤキの神」IKECHAN
  - 「泉州春木港」鳥羽一郎
  - 「だんじり」鳥羽一郎
  - 「だんじり」中村美律子
  - 「だんじりの女房」永井みゆき